# Enterobacter cloacae
De enterobacter cloacae is een bacterie die in de darmen van mensen voorkomt, waar hij vaak onschadelijk is.
In sommige gevallen kan de enterobacter infecties veroorzaken, bij de zwangere vrouw is dit vaak een urineweginfectie. In zeldzame gevallen kan intra-uteriene overdracht naar de foetus plaatsvinden, wat leidt tot groeivertraging, vroeggeboorte, miskraam of doodgeboorte. In de meeste gevallen raakt de baby besmet tijdens de bevalling, wat dan leidt tot bloedvergiftiging, hersenvliesontsteking of longontsteking. 
- Diagnostiek: bloedkweek, urinekweek, lumbaalpunctie
- Behandeling: breedspectrum AB, ademhalingsondersteuning, sondevoeding, vocht per infuus